# Moustapha Fall
Moustapha Fall (Parigi, 23 febbraio 1992) è un cestista francese.

## Carriera
Nella prima esperienza in una competizione europea con Chalon  (FiBA Europe Cup 2016-17) arriva in finale, perdendola contro Nanterre 92, ma viene eletto tra i 5 Top Performers delle finali. 
Gioca in Eurocup (2018-19) con Lokomotiv Kuban  e in Basketball Champions League (2019-20) con Turk Telekom. 
Nella stagione 2020-21 fa il suo esordio in Eurolega con l'ASVEL Villeurbanne. 
Nella stagione successiva (2021-22) firma per l'Olympiakos.
Al momento detiene in Eurolega la seconda miglior percentuale all-time di tiri da 2 punti (quasi 73% con più di 600 tiri tentati).

## Statistiche

### Eurolega
| Anno      | Squadra    | PG  | PT  | MP   | TC%   | 3P% | TL%  | RP  | AP  | PRP | SP  | PP  |
| --------- | ---------- | --- | --- | ---- | ----- | --- | ---- | --- | --- | --- | --- | --- |
| 2020-2021 | ASVEL      | 31  | 28  | 22,0 | 70,1  | -   | 61,7 | 5,5 | 1,8 | 0,4 | 0,9 | 8,8 |
| 2021-2022 | Olympiakos | 37  | 37  | 22,9 | 70,3  | -   | 61,3 | 5,1 | 1,1 | 0,4 | 1,0 | 8,2 |
| 2022-2023 | Olympiakos | 40  | 39  | 22,0 | 72,2* | -   | 52,3 | 4,9 | 2,1 | 0,6 | 0,8 | 7,2 |
| 2023-2024 | Olympiakos | 36  | 34  | 22,6 | 78,9  | -   | 43,9 | 4,7 | 2,4 | 0,2 | 1,2 | 7,2 |
| 2024-2025 | Olympiakos | 35  | 32  | 17,4 | 73,7  | -   | 41,2 | 2,9 | 1,9 | 0,3 | 0,8 | 5,8 |
| Carriera  | Carriera   | 179 | 170 | 21,4 | 72,8  | -   | 53,2 | 4,6 | 1,9 | 0,4 | 1,0 | 7,4 |

### Eurocup
| Anno      | Squadra          | PG | PT | MP   | TC%  | 3P% | TL%  | RP  | AP  | PRP | SP  | PP  |
| --------- | ---------------- | -- | -- | ---- | ---- | --- | ---- | --- | --- | --- | --- | --- |
| 2018-2019 | Lokomotiv Kuban' | 10 | 5  | 12,2 | 92,0 | -   | 52,6 | 2,9 | 0,6 | 0,2 | 0,6 | 5,6 |
| Carriera  | Carriera         | 10 | 5  | 12,2 | 92,0 | -   | 52,6 | 2,9 | 0,6 | 0,2 | 0,6 | 5,6 |

## Palmarès

### Squadra
- Campionato francese: 2

Élan Chalon: 2016-2017
ASVEL: 2020-2021
- Campionato greco: 3

Olympiakos: 2021-2022, 2022-2023, 2024-2025
- Coppa di Francia: 1

ASVEL: 2020-2021
- Coppa di Grecia: 3

Olympiakos: 2021-2022, 2022-2023, 2023-2024
- Supercoppa greca: 3

Olympiakos: 2022, 2023, 2024
- Pro B: 1

Monaco: 2014-2015

### Nazionale
- Olimpiadi

 Tokyo 2020

### Individuale
- MVP Coppa di Francia: 1

ASVEL: 2020-2021
- Basketball Champions League Second Best Team

Türk Telekom: 2019-2020
- MVP Supercoppa greca:1

Olympiakos: 2022
- A1 Ethniki MVP finali: 1

Olympiakos: 2022-2023
- MVP Coppa di Grecia: 1

Olympiakos: 2023-2024